# Alexandre Tritta
Alexandre Tritta, né le 9 décembre 1994 à La Tronche, est un joueur de handball français évoluant au poste d'arrière droit au Pays d'Aix Université Club handball.

## Biographie
Alexandre Tritta commence le handball à Eybens, avant de rejoindre pour une saison le club de Saint-Égrève. Il intègre ensuite le pôle espoir de Chambéry et il choisit en 2011 de poursuivre sa carrière au centre de formation de Chambéry, qui évolue en N1. Il connaît ses premières convocations en Ligue des Champions avec l'équipe première du club et remporte le Trophée des champions en 2013 avec une équipe chambérienne largement remaniée et composée de plusieurs jeunes joueurs du centre de formation.
En 2015, il signe son premier contrat professionnel avec Chambéry. Cet été-là, avec ses coéquipiers de Chambéry Queido Traoré et Johannes Marescot, il remporte le Championnat du monde 2015 avec l'Équipe de France junior.
Il dispute une demi-finale de Coupe EHF en 2016. Jusqu'en 2017, son temps de jeu est limité face à la présence dans l'effectif chambérien de Marko Panić et l'éclosion rapide de Melvyn Richardson. En octobre 2018, il prolonge son contrat pour trois saisons avec Chambéry, soit jusqu'en 2022.
Il remporte la Coupe de France en 2019, la première dans l'histoire du club, inscrivant 8 buts durant la finale.

## Palmarès

### En club
Compétitions nationales
- Vainqueur du Trophée des champions (1) : 2013
- Vainqueur de la Coupe de France (1) : 2019
- Finaliste de la Coupe de la Ligue (1) : 2022

Compétitions internationales
- Coupe EHF (C3)
  - Demi-finaliste en 2016

### En équipe nationale
Équipe de France junior
- Médaille d'or au championnat du monde junior 2015